# Onthophagus phraoensis
Onthophagus phraoensis là một loài bọ cánh cứng trong họ Bọ hung (Scarabaeidae).